# Shadow Dancer (film)
Shadow Dancer is een dramafilm uit 2012 onder regie van James Marsh. De film is gebaseerd op de gelijknamige roman van Tom Bradby, die tevens het scenario heeft geschreven.

## Verhaal
In 1973 vormen The Troubles sinds jaar en dag het symbool van een onbesliste strijd tussen Ierse katholieken, die Noord-Ierland tot deel van Ierland willen maken, en Britse protestanten, die Noord-Ierland als deel van het Verenigd Koninkrijk willen behouden.
De 12-jarige Collette McVeigh moet van haar vader sigaretten halen, maar heeft met haar kralenketting belangrijkere zaken aan haar hoofd en haalt haar broertje Sean met het vooruitzicht op een paar snoepjes over de boodschap te verrichten. Op straat in Belfast vinden rellen plaats tussen soldaten en burgers, waarbij de kleuter met zware schotwonden naar binnen wordt gedragen om vervolgens op de eettafel zijn laatste adem uit te blazen. Vader sluit de deur voor de ogen van de met schuld beladen Collette, die gedurende de rest van haar nog vermoedelijk lange leven zal moeten omgaan met de ondraaglijke last van een onomkeerbaar schuldgevoel.
In 1993, twintig jaar later, lijkt de IRA – een aantal paramilitaire organisaties die een eilandbrede Ierse staat zonder banden met het Verenigd Koninkrijk nastreven – haar langste tijd achter zich te hebben, maar een kleine schare terroristen wil niets weten van het naderende einde van een tijdperk van revolte.
De 32-jarige Collette McVeigh doolt met een tas door een metrostation in Londen, maar de bom weigert te ontploffen en de autoriteiten weten de jonge vrouw te arresteren. MI5-agent "Mac" neemt Collette onder zijn hoede, weet alles van haar verleden, chanteert haar met een toekomst zonder haar zoon Mark en biedt haar de mogelijkheid als mol voor de veiligheidsdienst van het Verenigd Koninkrijk te werken. In eerste instantie wil de zwoele terroriste niet met "Mac" meewerken met de afspraak elkaar eens per week aan de kust van Belfast te treffen, maar ze lijkt steeds meer vastberaden om haar getroubleerde zoon niet aan zijn lot over te laten met het uitzicht op 25 jaar celstraf.
Collette woont met haar zwijgzame moeder – inmiddels weduwe – en haar broers Gerry en Connor in een verloederd huis dat de uitzichtloosheid van het bestaan binnen de drie generaties McVeigh louter versterkt. De strijdlustige Gerry en de sombere Connor, voortdurend op de hielen gezeten door hun meedogenloze meerdere Kevin Mulville op zoek naar verraders, zijn hooggeplaatste IRA-strijders die niet van plan zijn de wapens zomaar neer te leggen. Haar broers dwingen Collette als test van loyaliteit deel te nemen aan de moord op een Noord-Ierse agent, maar de schutter wordt naar het ziekenhuis geschoten om vervolgens te bezwijken en de medeplichtige Collette weet tijdens de mislukte aanslag te ontkomen.
Zijn ijskoude meerdere Kate Fletcher en andere collega’s bij MI5 trachten "Mac" in zijn onderzoek onwetend te houden van de werkelijke aard van de zaak "Collette McVeigh", maar de gedreven, principiële agent laat zich niet zonder meer afschepen. "Mac” raakt steeds meer verdwaald in het ingewikkelde labyrint dat zijn prachtige protegee, de intolerante IRA en de machtswellustige MI5 voor hem construeren.

## Cast
- Andrea Riseborough - Collette McVeigh
- Clive Owen - "Mac"
- Gillian Anderson - Kate Fletcher
- Aidan Gillen - Gerry McVeigh
- Domhnall Gleeson - Connor McVeigh
- Brid Brennan - moeder McVeigh
- Cathal Maguire - Mark McVeigh
- David Wilmot - Kevin Mulville
- Maria Laird - Collette McVeigh (jong)
- Ben Smyth - Sean McVeigh (jong)